# Fortaleza da Praia da Luz
Die Fortaleza da Praia da Luz (portugiesisch, wörtlich für Festung des Lichtstrandes) ist eine Festungsanlage an der Südküste der Algarve (Portugal). Andere Namen sind Forte da Praia da Luz, Fortaleza de Nossa Senhora da Luz oder Castelo da Senhora da Luz genannt.

## Lage
Die Festung liegt in der freguesia Luz an der Südküste Portugals. Sie erhebt sich westlich des Praia da Luz auf einer Klippe, die ein Stück weit in die Bucht hinausragt. Unmittelbar nordöstlich davon befindet sich die Kirche von Luz.

## Geschichte
Die Festung in ihrer heutigen Gestalt wurde im Zuge des Restaurationskrieges errichtet, als Portugal die Unabhängigkeit von Spanien erkämpfte. Wissenschaftlich nicht eindeutig geklärt ist, ob sie auf den Überresten einer mittelalterlichen Burg oder einer 1575 errichteten Festung gebaut wurde, von denen kaum noch Spuren zu finden sind. Es steht jedoch fest, dass 1624 die Spanier den Küstenabschnitt eroberten und einen runden Turm an die Stelle erbauten. Ab 1640 ließ Johann IV. den Bau einer Festung beginnen, die 1670 vollendet wurde. Sie war damit Teil einer Linie von Festungsanlagen entlang der Algarveküste (u. a. Forte da Ponta da Bandeira, Fortaleza de Belixe, Forte da Meia Praia), die die Küste, vor allem aber die Bucht und den Hafen von Lagos schützen sollten.
Aufgrund der verloren gegangenen militärischen Bedeutung wurde die Festung 1984 versteigert und von dem Bürgermeister von Lagos, Marreiros Neto, erworben, der daraus eine private Residenz machte. Das Gelände durch das Dekret Nr. 129/77, das im Diário da República, Serie I, Nr. 226 vom 29. September 1977 veröffentlicht wurde, als Eigentum von öffentlichem Interesse eingestuft.

## Aufbau
Die Festung deckt eine Fläche von ca. 200 m² ab und besitzt einen polygone Struktur eines unregelmäßigen Vierecks, an dessen vier Ecken sich jeweils eine Bastion befindet, die der Konstruktion einen sternförmiges Aussehen verleihen.

## Heutige Nutzung
Heute befindet sich die Fortaleza in privatem Besitz und wird touristisch genutzt. Sie beherbergt ein Restaurant und wird von einem kleinen Garten umgeben.